# 미디어 컴포저
아비드 미디어 컴포저(Avid Media Composer)는 영화 및 영상 비선형 편집 시스템(NLE)이자 아비드 테크놀로지의 플래그십 제품이다. 1989년 매킨토시용으로 오프라인 편집 시스템으로 첫 출시된 이 애플리케이션은 이후로 오프라인과 온라인 영화 편집을 모두 가능한 수준으로 발전하였으며, 여기에는 무압축 SD 영상, 고선명(HD), 2K, 4K 편집 및 피니싱(finishing)을 포함한다. 1990년대 초 이후로 지금까지 미디어 컴포저는 영화 텔 텔레비전 산업에서 저명한 비선형 편집 시스템으로 자리잡혔으며 처음에는 맥용으로, 이후에는 윈도우용으로 개발되었다. 뉴스실에 집중한 아비드 뉴스커터(Avid Newscutter), 피니싱을 목적으로 하는 아비드 심포니(Avid Symphony)는 모두 미디어 컴포저에서 파생된 아비드 제품이며, 로우엔드 마켓에 초점을 둔 아비드 익스프레스 프로(Xpress Pro, 2008년에 개발 중단)와 그 전작인 아비드 익스프레스 DV와 비슷한 기능을 공유한다.
현재는 동영상 편집프로그램미디컴포저 단일프로그램 출시되고 있으며 방송국 등에서 주로 사용한다

## 영화 및 TV 시리즈에 사용된 아비드 미디어 컴포저 (심포니)
| 영화 제목                         | 연도 | 소프트웨어                                      |
| --------------------------------- | ---- | ----------------------------------------------- |
| 007 어나더데이                    | 2002 | Avid Media Composer Symphony                    |
| 콜래트럴                          | 2004 | Avid Media Composer                             |
| 저스트 라이크 헤븐                | 2005 | Avid Media Composer Symphony                    |
| 아메리칸 하드코어                 | 2006 | Avid Xpress Pro and Symphony                    |
| Summercamp!                       | 2006 | Avid Xpress Pro and Symphony                    |
| 제방이 무너졌을 때                | 2006 | Avid Media Composer Symphony Nitris             |
| 수퍼맨 리턴즈                     | 2006 | Avid Media Composer Symphony                    |
| 트랜스포머                        | 2007 | Avid Media Composer Symphony Nitris DX          |
| The Dark Knight                   | 2008 | Avid Media Composer                             |
| 아이언맨                          | 2008 | Avid Media Composer                             |
| 트랜스포머: 패자의 역습           | 2009 | Avid Media Composer                             |
| 아바타                            | 2009 | Avid Media Composer                             |
| 아이언맨 2                        | 2010 | Avid Media Composer                             |
| 프레데터스                        | 2010 | Avid Media Composer                             |
| 익스펜더블                        | 2010 | Avid Media Composer                             |
| 블랙 스완                         | 2010 | Avid Media Composer                             |
| 127 시간                          | 2010 | Avid Media Composer                             |
| 인셉션                            | 2010 | Avid Media Composer Symphony 5                  |
| 언스토퍼블                        | 2010 | Avid Media Composer                             |
| 나니아 연대기: 새벽 출정호의 항해 | 2010 | Avid Media Composer                             |
| 트론: 새로운 시작                 | 2010 | Avid Media Composer Symphony                    |
| The Celibacy                      | 2011 | Avid Media Composer Symphony Nitris DX 6        |
| 어벤져스                          | 2012 | Avid Media Composer                             |
| 헝거 게임                         | 2012 | Avid Media Composer                             |
| 헝거 게임: 캣칭 파이어            | 2013 | Avid Media Composer                             |
| 중력                              | 2014 | Avid Media Composer, Avid Unity                 |
| 그랜드 부다페스트 호텔            | 2014 | Avid Media Composer, Avid MediaCentral Platform |
| 셜록 마지막 서약(His Last Vow)    | 2014 | Avid Media Composer, Avid MediaCentral Platform |
| 매드 맥스: 분노의 도로            | 2015 | Avid Media Composer, Avid MediaCentral Platform |